# Johannes Lindworsky
Johannes Lindworsky SJ (* 21. Januar 1875 in Frankfurt am Main; † 9. September 1939 in Essen) war ein deutscher Jesuit, Psychologe und Hochschullehrer.

## Leben

### Familie
Johannes Lindworsky war der Sohn des Kutschers und Schlossermeisters Franz Anton Lindworsky (1836–1886) aus Winkeldiz im späteren Bezirk Saaz im Königreich Böhmen und dessen Ehefrau Elisabeth († 1906, geb. Meßer) aus Hofheim am Taunus.

### Werdegang
Johannes Lindworsky besuchte das Kaiser-Friedrich-Gymnasium in Frankfurt am Main und trat 1897 in die Gesellschaft Jesu ein.
Er betrieb scholastische philosophische und theologische Studien im Ignatiuskolleg der Theologischen Fakultät der Jesuiten im holländischen Valkenburg sowie an der Universität Bonn und der Universität München; in München leitete er, auf Bitten von Erich Becher, die denk- und willenspsychologischen Untersuchungen.
Nach Beendigung seiner Studien war er vier Jahre Erzieher am Jesuitenkolleg Stella Matutina in Feldkirch. Er wurde 1909 zum Priester geweiht und promovierte 1915, aufgrund seiner Dissertation Gestaltungsweisen des syllogistischen Denkens, bei Oswald Külpe zum Dr. phil.
Mit seiner 1919 erschienenen Schrift Der Wille, seine Erscheinung und seine Beherrschung habilitierte er sich 1920 an der Universität zu Köln, wo er 1920 als Privatdozent einen Lehrauftrag für experimentelle Psychologie erhielt und 1923 eine außerordentliche Professur antrat; seine Antrittsvorlesung behandelte das Thema Vorzüge und Mängel beim Denkerlebnis. In Köln gründete er, vielfach mit selbstverdientem Geld, das psychologische Laboratorium sowie die Institutsbibliothek und führte Doktoranden ans Ziel.
Seit 1928 wurde er als ordentlicher Professor der Psychologie an die deutsche Karls-Universität Prag berufen; sein Kölner Assistent Max Joseph Hillebrand war ihm als Doktorand nach Prag gefolgt.
Nach seinem zweiten Schlaganfall war er fast erblindet. Er resignierte im Sommer 1939 und verstarb drei Monate später im Ordenshaus der Jesuiten in Essen.

### Wissenschaftliches und schriftstellerisches Wirken
Johannes Lindworsky war unterrichtet worden von Joseph Fröbes und Oswald Külpe; er schätzte die psychologische Schule (siehe Würzburger Schule), die stark vom Einfluss des Letztgenannten geprägt war und Elemente aus der aristotelischen Philosophie übernommen hatte. Er stand in der Tradition einer introspektionistischen Bewußtseinspsychologie, die sich die Beschreibung und Erklärung der dem Erleben zugrundeliegenden seelischen Elemente und deren Zusammenhangs zum Ziel gesetzt hatte. In den Beziehungen zwischen Paaren von Empfindungselementen sah er Grundverhältnisse der Wahrnehmung und des Denkens. Damit stand er im Gegensatz zu der besonders in den 1920er Jahren entwickelten Gestaltpsychologie, die im Ganzen einer psychischen Erscheinung eine Qualität sah, die sich nicht schon aus der Zusammensetzung ihrer Teilelemente erklärte. Er bestritt zwar nicht die Existenz übersummativer Ganzheitseigenschaften, hielt aber für die Erforschung des Erlebens die Methode der Elementaranalyse für erforderlich. Seine Abweichung von der gestaltpsychologischen Schule lag sowohl in seiner Ablehnung des Prinzips der psychophysischen Isomorphie als auch in seiner Überzeugung vom Nichtbestehen eines strikten Dualismus zwischen Körper und Geist. Die Seele war für ihn eine einfache, unteilbare, geistige und von der Materie gänzlich verschiedene Substanz.
Neben seinen denkpsychologischen Arbeiten hatte er vor allem Beiträge zur Willenspsychologie geliefert. Hier nahm er unter anderem Stellung gegen Narziß Achs einflussreiches Konzept der determinierenden Tendenz. Es waren dies von der Übernahme einer Aufgabe herrührende Handlungstendenzen oder Einstellungen, die im Unbewussten wirkten. Johannes Lindworsky hielt die älteren Konzepte der Assoziation und Perseveration zur Erklärung der von Ach als Beleg angeführten Phänomene für ausreichend; das Wollen erfolgte nur im Hinblick auf den Sinn der Aufgabe (Bezugsvorstellung), und dieser bedeutete für das Subjekt einen Wert, der bejaht wurde. Scheinbar unbewusste Determinierung ist so als Automatisierung ehemals bewusster Vorgänge zu verstehen.
Seine willenspsychologischen Erkenntnisse suchte er für Fragen der praktischen Pädagogik und Lebensführung nutzbar zu machen. Er sah es für die Erziehung zur Willensstärke als Hauptaufgabe an, den Schülern Motive im Sinne von Werten bereitzustellen, da er die Existenz einer eigenständigen Willenskraft ablehnte.
Seine 1921 erschienene Schrift Experimentelle Psycholgie wurde auch ins spanische, italienische, englische, polnische und flämische sowie die 1923 erschienene Schrift Willensschule ins spanische, englische und flämische übersetzt.

## Mitgliedschaften
Im Mai 1929 wählte die Gesellschaft für Psychologie auf dem Wiener Psychologenkongress Johannes Lindworsky in ihren Vorstand.

## Schriften (Auswahl)
- Der Katechismusunterricht. In: Pädagogische Blätter, Band 19. Heft 6. 1912. S. 97–106 (Digitalisat).
- Gestaltungsweisen des syllogistischen Denkens. München, 1915.
- Das schlußfolgernde Denken. 1916.
- Der Wille, seine Erscheinung und seine Beherrschung. Leipzig, 1919. 2. Auflage, Leipzig, 1921 (Digitalisat).
- Experimentelle Psychologie. (Erstveröffentlichung 1921). Verlag Josef Kösel und Friedrich Pustet, München 1931 (5., neubearbeitete Auflage).
- Umrißskizze zu einer theoretischen Psychologie. Leipzig, 1922.
- Willensschule. 1923.
- Methoden der Denkforschung. 1925.
- Theoretische Psychologie im Umriß. Leipzig, 1926.
- Erfolgreiche Erziehung. 1933.
- Der Erzieher. In: Neue Zürcher Nachrichten vom 27. März 1933. S. 1 (Digitalisat).
- Das Seelenleben der Menschen. Bonn, 1934.
- Psychologie der Aszese. Freiburg, 1935.
- Dein Erfolgssystem, junger Mann! 1937.
- Des werktätigen Katholiken Lebenskunst. 1938.